# NGC 1206
NGC 1206 é uma galáxia elíptica (E) localizada na direcção da constelação de Eridanus. Possui uma declinação de -08° 49' 58" e uma ascensão recta de 3 horas, 06 minutos e 09,7 segundos.
A galáxia NGC 1206 foi descoberta em 1886 por Frank Leavenworth.